# Manus Vrauwdeunt
Hermanus Lodevicus Willebrordus „Manus“ Vrauwdeunt (* 29. April 1915 in Rotterdam; † 8. Juni 1982 ebenda) war ein niederländischer Fußballspieler.

## Karriere

### Verein
Vrauwdeunt spielte seit seiner Jugend – abgesehen von einer kurzen Unterbrechung während des Zweiten Weltkriegs – bis zu seinem Karriereende 1948 bei Feijenoord Rotterdam, wo er im Alter von 16 Jahren am 20. Dezember 1931 sein erstes Spiel für die erste Mannschaft bestritt. Mit Feijenoord gewann er dreimal die niederländische Meisterschaft und einmal den Landespokal.

### Nationalmannschaft
Anlässlich der Weltmeisterschaft 1934 in Italien wurde Vrauwdeunt in das Aufgebot der Niederlande berufen, kam während des Turniers jedoch nicht zum Einsatz.
Sein einziges Länderspiel für die niederländische Nationalmannschaft bestritt Vrauwdeunt am 7. März 1937 in einem Freundschaftsspiel im Olympiastadion von Amsterdam gegen die Schweiz. Er erzielte beim 2:1-Sieg der Niederlande den Treffer zum zwischenzeitlichen 2:0.

## Erfolge
- Niederländischer Meister: 1936, 1938, 1940
- Niederländischer Pokalsieger: 1935